# Legalisierung von Drogen

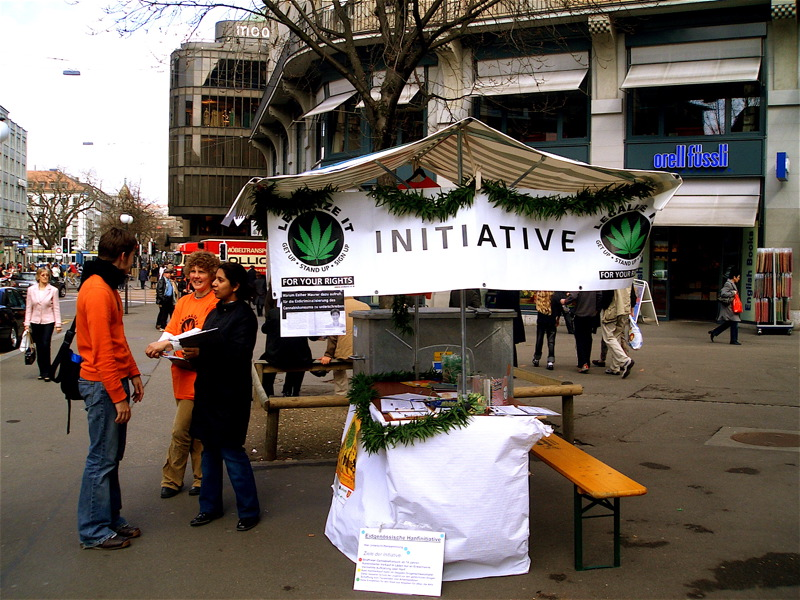
Eine Initiative in Zürich zur Legalisierung von Cannabis

Die Legalisierung des Konsums, des Besitzes, der Produktion und der Weitergabe von illegalen Drogen ist ein viel diskutiertes Thema in der Drogenpolitik. Der Debattenschwerpunkt liegt auf der Legalisierung sogenannter „weicher Drogen“ wie bestimmter Cannabis-Produkte, doch auch die Legalisierung sogenannter „harter Drogen“ wird diskutiert.

## Argumente der Befürworter
Es existieren folgende große Argumentationen für eine Legalisierung von Drogen. Diese werden häufig gemeinsam ins Feld geführt bzw. nicht explizit voneinander getrennt.

### Freiheitsargumentation
Diese Argumentation postuliert ein Selbstbestimmungsrecht über den eigenen Geist bzw. Körper des Individuums. Der mündige Mensch habe die Freiheit, sich für den Konsum von Drogen zu entscheiden. Der Staat habe kein Recht einzugreifen. Ein bekannter Verfechter dieser Argumentation war Timothy Leary; auch der liberale Wirtschaftswissenschaftler Milton Friedman sprach sich mit dem Freiheitsargument für eine Drogenlegalisierung aus.
Weiter wird argumentiert, die durch das Verbot provozierte Reaktanz könne viele Heranwachsende erst recht in den Drogenkonsum treiben (Reiz des Verbotenen).
Die Vorstellung vieler Gegner einer Legalisierung, es ließe sich eine Gesellschaft ohne Drogenkonsumenten realisieren, insbesondere durch eine Kriminalisierung dieser, wird von einigen als Wunschdenken betrachtet, da es ein natürliches Bedürfnis des Menschen sei, Drogen zu konsumieren und die Prohibition die meisten nicht davon abhielte. Dieser als „War on Drugs“ bezeichnete restriktive Ansatz der Kriminalisierung von Drogenkonsumenten sei gescheitert und verursache mehr Schaden als er nütze.
Bei Drogenkonsumenten, die keine Probleme mit ihrem Konsum haben, bestehe kein Grund zum Eingriff in ihr Selbstbestimmungs- und Persönlichkeitsrecht, und denjenigen, die einen problematischen Konsum aufweisen, sei nicht dadurch geholfen, dass man sie kriminalisiert und gesellschaftlich ächtet sowie ihre Drogenbeschaffung dem Schwarzmarkt überlässt. Die sinnvollste Möglichkeit, um Menschen wirksam vor mit Drogenkonsum einhergehenden Gefahren zu schützen, sei daher ein legaler Verkauf in qualitätskontrollierten Geschäften in Verbindung mit transparenter Prävention und Aufklärung über die jeweiligen Risiken.
Der Einwand von Legalisierungsgegnern, die Entstehung weiterer Volksdrogen sollte vermieden werden, erübrige sich mit diesem Argument ebenso, da der Konsum trotz Prohibition in einem großen Ausmaß stattfinde und eine Legalisierung lediglich zu sichereren Konsumbedingungen führen würde.

### Kriminologische Argumentation
Sowohl die Bilanz der aktuellen US-Drogenpolitik als auch die Erfahrungen mit der Prohibition von Alkohol in den Vereinigten Staaten lassen die Schlussfolgerung zu, dass das Verbot von Drogen deren Konsum kaum beschränkt, sondern vielmehr dem Wachstum organisierter Kriminalität Vorschub leistet. Wo eine Nachfrage existiere, bildet sich ein Markt; findet dieser aber wegen staatlicher Repressionen in der Illegalität statt, senkt dies die Hemmschwelle für illegale Geschäftspraktiken. So bildeten sich z. B. während der Prohibition in den 1930er Jahren mafiöse Strukturen heraus, die nach Aufhebung des Verbots wieder zurückgingen. Durch ein Verbot verringere der Staat die Transparenz des Drogenmarktes und damit Möglichkeiten zu dessen Regulierung. Auch führe eine Kriminalisierung des Drogenkonsums Konsumenten wie Produzenten in eine gesellschafts- und staatsfeindliche Haltung, ohne dass es dafür einen in der Sache selbst liegenden Grund gebe. Nach dem Grundsatz Nulla poena sine lege sei die sogenannte Drogenkriminalität damit ausschließlich ein Produkt der Prohibition.
Der Einwand vieler Legalisierungsgegner, es würde auch nach einer Legalisierung noch ein Schwarzmarkt mit günstigeren Preisen als der legale Markt bestehen, werde dadurch relativiert, dass dies dennoch eine Verbesserung gegenüber dem gegenwärtigen Ist-Zustand darstelle, da Konsumenten nach einer Legalisierung die Möglichkeit hätten, sich in legalen Geschäften über die Qualität und Inhalte ihrer Drogen zu informieren und sicher sein könnten, dass diese keine schädlichen Beimischungen enthalten, was den Schwarzmarkt deutlich kleiner und unattraktiver machen und letztendlich eindämmen würde.

### Kostenargumentation
Diese Argumentation baut auf die These, dass die durch die Prohibition entstandenen gesamtgesellschaftlichen Kosten höher seien als die Kosten, welche durch eine Legalisierung entstünden.
Die volkswirtschaftlichen Kosten der Prohibition setzen sich wie folgt zusammen:
- Kosten für den Justizapparat: Polizei, Staatsanwaltschaft, Gerichte, Gefängnisse.
- Kosten durch Beschaffungskriminalität und -prostitution.
- Kosten durch die indirekte Unterstützung des Terrorismus und der organisierten Kriminalität (einschließlich Korruption, Geldwäsche und Bandenkriegen).
- entgangene Steuereinnahmen
  - direkte durch Verzicht auf Besteuerung der Drogen,
  - indirekte durch Steuerausfälle bei Inhaftierten.
- Kosten durch erhöhte Gesundheitsrisiken bei Konsumenten durch verunreinigte Drogen, Needle sharing, Verwahrlosung, Überdosierungen und Beschaffungsprostitution.
- Entgangene Einnahmen durch die Illegalisierung von Arbeitsplätzen (Arbeitslosenversicherung, Krankenversicherung, Einkommensteuer).
- entgangene Einnahmen und verstärkte Ausgaben durch verhinderte Nutzung in der Medizin und als Rohstoff (Hanf).

Diese These wird dadurch gestützt, dass es dem Rechtsstaat auch nach etwa einem Jahrhundert der Prohibitionspolitik nicht gelungen ist, die Zahl der Drogentoten sowie die damit zusammenhängende Kriminalität (z. B. Beschaffungsdelikte) zu senken. Selbst drakonische Strafen und strengere Kontrollen haben wohl nicht gegriffen. Bezeichnend ist, dass sogar in vielen Gefängnissen mit Drogen gehandelt wird und dass es dem Staat nicht gelingt, diese unerwünschten Handlungen „vor seiner Nase“ zu unterbinden.
Die Befürworter folgern daraus, dass man – einige oder alle – Drogen legalisieren solle und die Abgabe mittels Jugendschutzgesetzen, Steuern (eine Verbrauchsteuer analog zur Alkohol- und Tabaksteuer) und Qualitätsrichtlinien und Begrenzungen zu regulieren.

### Verhältnismäßigkeitsargumentation
Aus medizinischer Sicht gebe es bei einigen Drogen keine Gründe dafür, sie schlechter bzw. restriktiver als die Volksdrogen Tabak und Alkohol zu behandeln. Der Staat erhebe bei Drogen mit ähnlichem Gefährdungspotential unterschiedlich scharfe Sanktionsmaßnahmen und verletze so das rechtsstaatliche Gebot der Verhältnismäßigkeit. Mehr als 99 Prozent der Drogentode in Deutschland werden durch die legalen Drogen Tabak und Alkohol verursacht.
Einige verbotene Drogen sind weitestgehend frei von körperlichen wie auch psychischen Risiken. Hier ist vor allem die Gruppe der Psychedelika zu nennen, zu denen unter anderem LSD gehört. LSD besitzt kein Abhängigkeitspotenzial. Darüber hinaus ist kein Todesfall durch eine Überdosis LSD bekannt.
Andererseits wird von einigen Fachleuten aufgeführt, es werde zu selten berücksichtigt, dass die meisten Cannabiskonsumenten bisher nicht täglich konsumieren, wohingegen die Intensität von Alkoholkonsum gerade wegen seiner bereits gewonnenen gesellschaftlichen Akzeptanz deutlich höher sei. Weil Cannabis verboten sei, bestehe deshalb also zwar Anlass zur sogenannten Verhältnismäßigkeitsargumentation, es wäre aber keineswegs konstruktiv, auch automatisch die Legalisierung weiterer Suchtstoffe zu befürworten. Der Nutzen des Verbots bilde dafür laut Legalisierungs-Befürwortern hingegen keine hinreichende Rechtfertigung, da bei „weichen Drogen“ wie Cannabis die Gefahr, wegen des Besitzes der Droge angezeigt zu werden, gering sei und die Hemmschwelle, Cannabis zu konsumieren, deshalb ohnehin gering sei. Deshalb sinke die Hemmschwelle kaum, wenn „weiche Drogen“ legalisiert würden.

### Einstiegsdrogenargumentation
Mit Blick auf Cannabis wird auch die Einstiegsdrogen-Theorie angezweifelt, etwa in einer vom Bundesministerium für Gesundheit unter Horst Seehofer in den 1990ern beauftragten Studie von Dieter Kleiber und Renate Soellner. Eine befürchtete Heranführung an harte Drogen würde in der Praxis nicht stattfinden, eher sei das Gegenteil der Fall: Durch die Illegalisierung entstehe überhaupt erst diese illegale Drogenszene, deren Kontrolle unmöglich sei. Die These, dass Konsumenten sich bei Legalisierung den „Kick der Illegalität“ dann bei harten Drogen suchten, scheine bei genauerer Betrachtung und unter der Berücksichtigung von Statistiken haltlos. Darzustellen sei das am Beispiel der legalen Drogen Tabak und Alkohol: obwohl sie legal erhältlich und erwiesenermaßen gefährlicher unter der Berücksichtigung auf körperliche Schäden und dem Suchtpotenzial sind, steigt deshalb die Masse nicht auf härtere Drogen um.

### Krankheitsargumentation
Diese Argumentation wird hauptsächlich durch die Ansicht getragen, dass Drogensucht keine Straftat, sondern eine Krankheit sei und dass den Süchtigen geholfen werden solle oder müsse, statt sie in die Kriminalität zu treiben. Diese Argumentation vermischt sich manchmal mit der Argumentation gegen eine Legalisierung, die zum Teil auch eine Unterstützung von Drogensüchtigen fordert, aber nicht auf vermutete präventive Wirkungen der Prohibition verzichten will. Konträr dazu wird von einigen kritischen Fachleuten – wie dem liberalen Psychiater Thomas Szasz in seinem Buch Das Ritual der Drogen (Originaltitel Ceremonial Chemistry: The Ritual Persecution of Drugs, Addicts, and Pushers) – dargelegt, dass fortgesetzter Drogenkonsum an sich keineswegs Anzeichen einer Krankheit sei, sondern ein selbstbestimmter und selbst zu verantwortender Lifestyleaspekt, wie beispielsweise auch ungesunde Ernährung (Fastfood), das Ausüben riskanter Sportarten oder andere riskante Hobbys. Die Erklärung der Konsumenten (nur weil sie bewusst ihrer Gesundheit schaden) zu (Geistes-)Kranken entmündige sie, unterwandere die selbstbestimmte Entscheidung zur Einschränkung des Konsums oder für eine Abstinenz bzw. Selbstdisziplin allgemein, und erschwere deren Leben somit zusätzlich zugunsten einer teuren, überflüssigen Arbeitsbeschaffung für Mediziner eines kaum oder nicht funktionierenden („denn man könne nichts heilen, was nicht krank ist“) Betreuungsapparats (Methadon-Substitution, Entwöhnung, Psychiatrie etc.) Drogenkonsum sei daher gänzlich ein Feld des Sozialen – nicht der Medizin (ausgenommen deren Begleiterkrankungen). Sozialpolitik durch Ärzte regulieren zu wollen, (vor allem in der Psychiatrie, wo vor nicht allzu langer Zeit noch Homosexuelle „geheilt“ wurden) sei immer ein Missbrauch und beschädige sowohl Medizin als auch Staat (siehe z. B. Eugenik, Nationalsozialistische Rassenhygiene). Außerdem erschwert im Fall von Cannabis das Verbot auch die Nutzung als Rohstoff und in der Medizin erheblich.

### Liberalisierung von harten Drogen
Einige Befürworter einer Legalisierung von sogenannten „weichen Drogen“ wünschen sich für die sogenannten „harten Drogen“ wie z. B.: Kokain, Heroin und Crack eine Änderung des Betäubungsmittelgesetzes. Im Gegensatz zur Legalisierung „weicher Drogen“ soll dabei der Umgang mit „harten Drogen“ nur liberalisiert werden. Sie fordern auch, dass für Abhängige von zum Beispiel Heroin staatlich kontrollierte Abgabestellen eingerichtet werden, um Süchtigen die Möglichkeit zu geben, unter ärztlicher Kontrolle chemisch saubere Drogen zu durch ehrliche Arbeit finanzierbaren Preisen zu konsumieren. Hiervon versprechen sich die Befürworter der Entkriminalisierung
- einen drastischen Rückgang der Drogentotenzahlen (oft durch Konsum chemisch verunreinigter Drogen oder einer Überdosis wegen zu stark konzentrierter Drogen verursacht),
- einen starken Rückgang der Beschaffungskriminalität (niedrigere Preise) sowie
- eine Eindämmung von Krankheiten wie AIDS und Hepatitis C (durch eine Garantie auf sterile Spritzen).
- Außerdem werde auch hier dem Schwarzmarkt das Fundament untergraben.

Die Einrichtung von Drogenkonsumräumen, die seit 1998 in Deutschland generell erlaubt ist, verfolgt ähnliche Nahziele und ist mit Einschränkungen auch im Rahmen einer allgemeinen Drogenprohibition möglich.
Psychoaktive Substanzen sollten nach Meinung der Organisation Law Enforcement Against Prohibition generell, unter staatlicher Alters-, Qualitäts- und Zugangskontrolle, legalisiert werden, um so Schäden an der Gesellschaft durch kriminelle Akteure des Schwarzmarktmonopols – und durch korrupte Beamte – zu minimieren.

### Jugendschutz
Ein wirksamer Jugendschutz erfordert staatliche Kontrollen. Wenn die Verkäufer die Option haben, legal zu handeln, sind sie wesentlich leichter zu kontrollieren als heimlich handelnde Verkäufer.
Solange der Drogenverkauf in den Händen des Schwarzmarkt liegt, könne beispielsweise keine Alterskontrolle gewährleistet werden, wodurch Minderjährige Drogen dort einfacher erwerben könnten als in überwachten Fachgeschäften. Sollten Jugendliche dennoch an Drogen kommen und diese konsumieren, wären die gesundheitlichen Risiken bei einer Legalisierung geringer, da die Qualität der Inhaltsstoffe kontrolliert würde und es keine potenziell schädlichen Beimischungen als Streckmittel gäbe, die auf dem Schwarzmarkt allgegenwärtig seien. Auch die Wahrscheinlichkeit, dass Jugendliche mit härteren Drogen in Kontakt kommen, sei beim Kauf auf dem Schwarzmarkt höher.

### Rechtsmissbrauch
Einzelnen der (nachfolgend aufgeführten) Gegenargumente wird entgegengehalten, sie seien rechtsmissbräuchlich.

## Argumente der Gegner

### Fürsorgepflichten des Staates
Die Grundlage der Argumentation gegen eine Legalisierung von Drogen besteht in der Fürsorgepflicht des Staates für den Bürger. Entgegen der Freiheitsargumentation habe der Staat die Pflicht, die Bürger von gesundheitsschädigenden Verhaltensweisen abzuhalten. Die Fürsorgepflicht gehe hier über die Freiheitsrechte der Bürger, zumal konsumbedingte Gesundheitsschäden des Einzelnen letztendlich (z. B. durch die Belastung des Gesundheitssystems und durch geringere Arbeitsfähigkeit der Konsumenten) auch die Gesellschaft schädigen. Eine weitere Rolle spielt auch die Überlegung, wie weit ein Drogenabhängiger überhaupt noch mündig und selbstbestimmt handeln kann (Kontrollverlust).

#### Gefahr eines Drogenbooms
Die Gegner einer Legalisierung von sogenannten „weichen Drogen“ befürchten, dass sie zu einem „Drogenboom“ führen könne, da dann die Hemmschwelle zum Konsum der zuvor illegalen Drogen sinke.

#### Kriminologische Argumentation
Vereinzelt wird auch – in Umkehrung der oben erwähnten kriminologischen Argumentation – die Befürchtung geäußert, die organisierte Kriminalität werde sich nach einem Wegbrechen des gewinnträchtigen Schwarzmarktes nicht einfach in Luft auflösen, sondern dann anderen – immer noch verbotenen – Einkommensmöglichkeiten nachgehen.
Einige nehmen außerdem an, dass auch nach einer Legalisierung weiterhin ein Schwarzmarkt bestehen würde, der Drogen mit einem höheren Wirkstoffgehalt zu günstigeren Preisen als der legale, kontrollierte Markt anbieten würde.
Des Weiteren befürchten manche, dass der Drogenkonsum nach einer Legalisierung steigen wird und deshalb mehr Personen Straftaten ausüben könnten, um ihre Drogensucht zu finanzieren.

#### Cannabis als Einstiegsdroge
Außerdem sehen die Gegner einer Legalisierung sogenannter „weicher Drogen“ diese als Einstiegsdrogen an, die die Konsumenten näher an die sogenannten „harten Drogen“ heran- und in die illegale Drogenszene einführten. Da bei einer Liberalisierung „weicher Drogen“ der „Kick der Illegalität“ wegfalle, würden Jugendliche, die diesen Kick suchen, sich möglicherweise zu einem Umstieg auf „härtere“ Drogen veranlasst sehen.
Das Bundesverfassungsgericht hat diese Theorie allerdings im Jahr 1994 angezweifelt und kam zu dem Schluss, dass keine Kausalität zwischen dem Konsum von Cannabis und dem Konsum von anderen Drogen hergestellt werden kann.

#### Unvereinbarkeit mit abstinenzorientierter Politik
Als Argument gegen die kontrollierte Abgabe sogenannter „harter Drogen“ führen Kritiker an, dass Drogensucht zwar tatsächlich eine Krankheit sei, aber schon jetzt die Möglichkeit bestehe, günstig bzw. kostenlos saubere Spritzen zu beziehen sowie die Sucht in einer Klinik mittels Entzugstherapie behandeln zu lassen. Eine kontrollierte Abgabe sei daher nicht notwendig und unterminiere die Motivation für eine Entzugstherapie.
Statt Drogen zu legalisieren und damit deren öffentliche Akzeptanz zu erhöhen und den Konsum als „normal“ darzustellen, sollte eine gesundheitsorientierte Politik eine Gesellschaft anstreben, in der so wenige Menschen wie möglich Drogen konsumieren (wollen). Eine Legalisierung sei mit dieser Prämisse nicht vereinbar und sende ein falsches Signal.
Die häufig von Befürwortern einer Legalisierung stammende Aussage, es sei unlogisch, dass bestimmte, vermeintlich ungefährlichere Drogen illegal sind, während Alkohol und Tabakrauchen legal sind, wird von Vertretern dieses Arguments nicht als überzeugende Begründung für eine Legalisierung weiterer Drogen gesehen, da dieser Umstand hauptsächlich kulturhistorisch bedingt sei und einige in diesem Zusammenhang auch einen deutlich restriktiveren Umgang mit Alkohol und Tabak fordern. Die Entstehung weiterer potenzieller Volksdrogen neben den ohnehin schon als kritisch zu betrachtenden bereits legalen Drogen sollte vermieden werden.

#### Medizinische und psychologische Risiken
Das zentrale Argument lautet: Weil Drogen schädlich sein können, sollen sie verboten sein.
Medizinische Forschungsergebnisse liefern Hinweise, dass regelmäßiger Konsum einiger illegaler Drogen analog zum Alkohol Schädigungen des Gehirns nach sich ziehen könnten. In der Entwicklungspsychologie wurde beobachtet, dass intensiver Drogenkonsum in der Pubertät die Bewältigung altersspezifischer Entwicklungsaufgaben gefährden kann. Dies gilt natürlich auch für den intensiven Konsum legaler Drogen.
Beispiel Cannabis:
Die Gesundheitsgefahren des Cannabismissbrauchs insbesondere bei Jugendlichen und Heranwachsenden sind medizinisch erwiesen. Die Entwicklung einer Cannabisabhängigkeit ist keine Seltenheit, das Risiko für psychische Störungen erhöht sich.
Da Cannabis oft in Kombination mit Tabak geraucht wird, entstehen bei dessen Konsum die bekannten Gesundheitsprobleme des Tabak- und Rauchkonsums wie beispielsweise erhöhte Risiken, eine chronische Bronchitis auszubilden, an Krebs der Atemwegsorgane zu erkranken, oder nach Konsum während einer Schwangerschaft ein untergewichtiges Baby auf die Welt zu bringen (da Nikotin im Gegensatz zu Cannabis eindeutig fruchtschädigend ist).
Diskutiert wird ferner ein möglicherweise cannabisspezifisches erhöhtes Risiko für eine kleine Gruppe vulnerable Personen, eine Schizophrenie zu entwickeln. Bei einer Reihe psychischer Erkrankungen könne der Cannabiskonsum wie bei anderen Drogen zunächst eine Linderung der Symptome, im Langzeitverlauf aber eine Verschärfung der Krankheit nach sich ziehen.

#### Kostenargumentation
Gegner einer Drogenlegalisierung argumentieren, die Kosten für Instanzen und entsprechendes Personal für den Abbau von Drogensucht und die Behandlung von Drogenkranken, die keiner geregelten Arbeit nachgehen können und somit keinen Beitrag zur Wirtschaft leisten, sowie die Präventionsarbeit, die nach einer Legalisierung in einem größeren Ausmaß notwendig sei, seien höher als die einer Prohibition.

#### Jugendschutz
Einige Gegner einer Drogenlegalisierung befürchten, dass diese Kindern und Jugendlichen mehr Gelegenheiten biete, an bestimmte Drogen zu kommen, beispielsweise durch unzureichende Alterskontrollen, Kontakte zu Volljährigen, die ihnen diese besorgen, gefälschte Personalausweise, nachsichtige Haushalte mit frei herumliegenden Drogen etc.
Zudem vermittele ein legaler Verkauf sowie eine durch die Legalisierung mögliche gesellschaftliche Duldung und Tolerierung des Drogenkonsums insbesondere Jüngeren ein falsches Bild von Drogen, indem es diese verharmlose und deren Konsum als „normal“ und „in der Gesellschaft weitgehend akzeptiert“ darstelle.
Außerdem wird befürchtet, dass eine Legalisierung dazu führen könnte, dass Kinder und Jugendliche das Verhalten ihrer konsumierenden Eltern nachahmen und dadurch im Erwachsenenalter selbst anfangen, diese Droge zu konsumieren. Ein solches Verhalten sei in vielen Familien in Deutschland beispielsweise beim Alkohol- und Tabakkonsum zu beobachten.

#### Wohlempfinden
Eine Legalisierung des Konsums bestimmter Drogen auch in der Öffentlichkeit verstoße gegen das Wohlbefinden derjenigen, die Drogen weithin ablehnen und deren unfreiwillige passive Inhalierung als unangenehm empfinden und als eine potentielle Gefahr für ihre Gesundheit sehen.

### Internationale Abkommen
Die meisten Staaten der Erde haben sich über das Einheitsabkommen über die Betäubungsmittel dazu verpflichtet, die Verfügbarkeit von Betäubungsmitteln gesetzlich einzuschränken. Eine Legalisierung von Drogen in der nationalen Gesetzgebung würde also eine Kündigung dieses Abkommens erfordern. Unter der Voraussetzung, dass die Verkehrsfähigkeit von Drogen gesetzlich geregelt ist, lässt das Einheitsabkommen jedoch auch eine Entkriminalisierung des Drogenbesitzes unter restriktiven Bedingungen zu. So verstoßen weder das niederländische Tolerierungsmodell, noch die in vielen Ländern praktizierte Heroinabgabe an Schwerstabhängige oder eine legale Abgabe von Cannabis zu medizinischen Zwecken gegen das Einheitsabkommen. Allerdings fordert das Abkommen die Unterzeichner dazu auf, den Besitz einer Droge vollständig zu untersagen, wenn dies unter den jeweiligen gesellschaftlichen Gegebenheiten nachweislich die Lösung mit den geringsten negativen Folgen darstellt.
Kanada und Uruguay verstoßen mit ihren Regelungen zu Cannabis offen gegen das Einheitsabkommen, ohne dass dies bisher Konsequenzen gehabt hätte.

## Politische Vorstöße

### Europa
Im Jahr 1992 wurde Absinth mit reglementiertem Thujongehalt in der EU legalisiert. Dies war vorher sehr unterschiedlich in den einzelnen Mitgliedsstaaten geregelt.

#### Deutschland
Seit dem Cannabis-Beschluss gibt es in Deutschland immer wieder Diskussionen, ob man „weiche Drogen“ legalisieren solle, um den Handel nicht mehr in der Illegalität mit seinen schädlichen Wirkungen stattfinden zu lassen.
Der Drogenbeauftragte lehnte den Vorstoß zwischenzeitlich ab, die Grünen haben eine Klage vor dem Bundesverfassungsgericht angekündigt.
Die Grünen argumentieren, dass es im öffentlichen Interesse liegt (§ 3 BtMG), wenn zum Beispiel in Teilen Berlins Cannabis verkauft werden kann.
Der Besitz geringer Mengen an Cannabis als Rauschmittel in Deutschland ist illegal und wird zur Anzeige gebracht.
Das Verfahren kann gemäß § 31a BtMG eingestellt werden, wenn der Betroffene nur geringe Mengen für den Eigenverbrauch konsumiert. Es soll eingestellt werden, wenn der Täter sich in einem Drogenkonsumraum aufhält, der speziell durch die Bundesländer genehmigt wurde (§ 10a BtMG).
Über die Grenzwerte entscheiden nach § 31a die Bundesländer autark.
Der Schildower Kreis ist ein Netzwerk aus Sachverständigen aus Strafrecht, Erziehungswissenschaften, Verwaltungswissenschaften, Kriminologie, Sozialpädagogik und Medizin und setzt sich gegen Drogenprohibition ein. Er arbeitet hierzu mit dem von Mitgliedern von Strafverfolgungsbehörden geleiteten LEAP und dem Deutschen Hanfverband zusammen.
Der SPD-Politiker Karl Lauterbach forderte 2020 die Legalisierung von Cannabis und Kokain. Im Oktober 2021 sprach er sich dafür aus, in einem möglichen Koalitionsvertrag von SPD, Grünen und FDP eine Legalisierung von Cannabis festzuschreiben.
Die Ampelkoalition, die sich nach der Bundestagswahl 2021 gebildet hat, hat in ihrem am 24. November 2021 veröffentlichten Koalitionsvertrag festgelegt, dass die kontrollierte Abgabe von Cannabis an Erwachsene zu Genusszwecken in lizenzierten Geschäften legalisiert wird. Im Mai 2022 wurde ein entsprechender Gesetzentwurf angekündigt, der in der zweiten Hälfte des Jahres vorgelegt werden sollte. Bundesjustizminister Marco Buschmann ging zunächst davon aus, dass die Cannabislegalisierung bis zum Frühjahr 2023 umzusetzen sei. Die SPD-Abgeordnete Carmen Wegge erklärte in einem Interview, es sei eine erlaubte Höchstmenge von 20 bis 30 Gramm Cannabis im Gespräch. Am 26. Oktober 2022 einigte sich das Bundeskabinett auf Eckpunkte der geplanten Legalisierung. Die Obergrenze für den legalen Besitz von Cannabis soll danach bei 20 bis 30 Gramm liegen. Eine Obergrenze für den Gehalt an Tetrahydrocannabinol soll es nicht geben – lediglich für Personen unter 21 Jahren wird erwogen, Cannabis nur bis zu einer bestimmten Obergrenze an Tetrahydrocannabinol abzugeben. Der Eigenanbau von bis zu drei weiblichen Cannabispflanzen pro Person soll erlaubt werden. Der Verkauf soll in lizenzierten Fachgeschäften und eventuell Apotheken ermöglicht werden. Werbung für Cannabisprodukte wird untersagt. Neben der obligatorischen Umsatzsteuer auf Verkäufe ist eine gesonderte Cannabissteuer geplant, die sich nach dem THC-Gehalt richtet.
Am 12. April 2023 stellten die Bundesminister Karl Lauterbach und Cem Özdemir neue Eckpunkte zur teilweisen Legalisierung von Cannabis vor. Abweichend von den ursprünglichen Plänen der Ampelkoalition soll lediglich der Besitz von maximal 25 Gramm Cannabis und der Eigenanbau von höchstens drei weiblichen blühenden Pflanzen pro volljähriger Person erlaubt sein. Die Abgabe von Cannabis erfolgt über spezielle Vereine (Cannabis Social Clubs). Minderjährige, die trotz Verbot Cannabis konsumieren, müssen an Interventions- und Präventionsprogrammen teilnehmen.
Im Juli 2023 wurde der Referentenentwurf zum Cannabisgesetz veröffentlicht. Danach ist nicht nur der Besitz von bis zu 25 Gramm Cannabis straffrei, sondern auch der Erwerb dieser Menge, unabhängig davon, ob der Erwerb legal oder auf dem Schwarzmarkt erfolgt ist. Eine Zulassung von Edibles (THC-haltige Lebensmittel wie Haschkekse, Gummibärchen usw.) ist nicht vorgesehen. Mitglieder von Cannabis Clubs zwischen 18 und 20 Jahren bekommen maximal 30 Gramm Cannabis pro Monat mit höchstens 10 % Tetrahydrocannabinol.
Das Bundeskabinett verabschiedete den Gesetzentwurf am 16. August 2023. Der Gesetzentwurf wurde am 23. Februar 2024 vom Bundestag mehrheitlich angenommen. Nachdem der Bundesrat am 22. März 2024 keine Mehrheit für Überweisung des Gesetzes an den Vermittlungsausschuss erreichte, trat das Gesetz schließlich am 1. April 2024 in Kraft.

#### Luxemburg
Im Juni 2023 wurde ein Gesetz verabschiedet, das den Anbau von bis zu 4 Cannabispflanzen pro Haushalt legalisiert und der Besitz und Erwerb von bis zu 3 Gramm Cannabis zur Ordnungswidrigkeit zurückstuft. Das Gesetz trat am 21. Juli 2023 in Kraft. In einer zweiten Phase des Gesetzes ist auch der legale Verkauf von Cannabis an 14 Verkaufspunkten geplant. Die Verkaufsmenge soll auf 30 Gramm pro Monat beziehungsweise fünf Gramm am Tag limitiert werden. Der Verkauf erfolgt nur an Einwohner Luxemburgs.

#### Malta
Die Regierung Maltas legalisierte 2021 den Besitz von bis zu 7 Gramm Cannabis und den Anbau von bis zu 4 Cannabispflanzen pro Haushalt. Ein entsprechender Gesetzentwurf wurde im Oktober 2021 veröffentlicht. Der Gesetzentwurf enthält auch die Möglichkeit, Cannabis Social Clubs zu gründen. Diese dürfen bis zu 50 Gramm Cannabis pro Monat an ihre Mitglieder abgeben. Der Verkauf von Cannabis und der Konsum in der Öffentlichkeit bleiben verboten. Das maltesische Parlament verabschiedete das Gesetz am 14. Dezember 2021. Das Gesetz trat am 18. Dezember 2021 mit der Unterschrift des maltesischen Präsidenten George Vella in Kraft.

#### Niederlande
Die Niederlande starteten im Dezember 2023 ein Experiment mit dem Handel mit legal angebautem Marihuana. Coffeeshops in den südlichen Städten Tilburg und Breda dürften als erste die legal gezüchteten Drogen verkaufen, teilte Gesundheitsminister Ernst Kuipers im Februar 2023 dem Parlament mit. Es gehe zunächst um eine Testphase. Da Coffeeshops durch die aktuelle Rechtslage auf illegale und oft kriminelle Großhändler angewiesen sind, ist die niederländische Regierung auf der Suche nach Alternativen. Daher hat sie einem Experiment mit staatlich kontrolliertem Anbau von Marihuana zugestimmt. Zehn Kommunen sollen teilnehmen. Nach dem Experiment will die Regierung über die vollständige Legalisierung von Cannabis entscheiden.

#### Schweiz
In der Schweiz scheiterte eine Liberalisierung „weicher Drogen“ 2004 im Parlament, indem der Nationalrat sich überraschenderweise weigerte, auf eine entsprechende Regierungsvorlage einzutreten. In der Folge wurde die Volksinitiative 'für eine vernünftige Hanf-Politik mit wirksamem Jugendschutz' lanciert, welche eine Entkriminalisierung von Konsum, Besitz und Anbau zum Eigenbedarf anstrebt. Als Konsultativorgan befasste sich auch die Eidgenössische Jugendsession mit dem Volksbegehren und beschloss in der Plenarsitzung vom 23. November 2007 mit deutlichem Mehr eine ablehnende Stellungnahme. Am 30. November 2008 hat das Volk über die Initiative abgestimmt; die Sozialdemokratische Partei (SPS) hat mit großer Mehrheit, die Freisinnig-Demokratische Partei (FDP) knapp die Ja-Parole beschlossen, während die Christlichdemokratische Volkspartei (CVP) großmehrheitlich Ablehnung empfahl. Letztlich wurde bei der Abstimmung zwar das Vier-Säulen-Konzept der Schweizer Drogenpolitik (inklusive der medizinischen Heroinvergabe) bestätigt, der Vorstoß im Hinblick auf Cannabis dagegen abgelehnt (36 % Ja-Stimmen für die Hanfinitiative).
Seit 2014 können Ärzte beim Bundesamt für Gesundheit eine Ausnahmebewilligung beantragen: Diese erlaubt den medizinischen Einsatz von andernfalls verbotenen Substanzen wie LSD, MDMA und Psilocybin.
Der Bundesrat hat in seiner Sitzung vom 31. März 2021 die Verordnung über Pilotversuche zur kontrollierten Abgabe von nicht-medizinischem Cannabis verabschiedet. Die Verordnung regelt die strengen Voraussetzungen für die Durchführung der Studien. Diese Versuche sollen eine solide wissenschaftliche Grundlage für künftige Entscheidungen zur Regelung von Cannabis schaffen.
Ab dem 15. Mai 2021 können beim Bundesamt für Gesundheit Gesuche für die Durchführung von Pilotversuchen mit nicht-medizinischem Cannabis eingereicht werden. Diese Studien sollen die Kenntnisse zu den Vor- und Nachteilen eines kontrollierten Zugangs zu Cannabis erweitern. Sie sollen insbesondere ermöglichen, die Konsequenzen für die Gesundheit und die Konsumgewohnheiten der Nutzer in einem wissenschaftlichen Rahmen zu prüfen und zu dokumentieren, aber auch, die Auswirkungen auf den lokalen illegalen Drogenmarkt sowie auf den Jugendschutz und die öffentliche Sicherheit zu messen.
Im Rahmen der Pilotversuche können die Konsumenten verschiedene Produkte auf Cannabisbasis legal erwerben. Der angebotene Cannabis muss hohe Qualitätsanforderungen erfüllen und aus biologischem Anbau stammen. Da die Lieferketten vom Saatgut bis zum Produktvertrieb überwacht und streng kontrolliert werden, wird der Schwarzmarkt umgangen. Zusätzlich zur Produktinformation soll das entsprechend geschulte Personal der Verkaufsstellen die Teilnehmenden für die Risiken des Konsums sensibilisieren.
Die Rahmenbedingungen für die Pilotversuche sind strikt. Sie müssen hohe Anforderungen an den Jugend- und Gesundheitsschutz erfüllen, und es gilt ein vollständiges Werbeverbot. Die Teilnehmenden können nur eine beschränkte Menge Cannabis pro Monat erwerben, und der Weiterverkauf wie auch der Konsum an öffentlich zugänglichen Orten sind untersagt. Nur volljährige Personen, die bereits Cannabis konsumieren, können an einer Studie teilnehmen; Minderjährige sind davon ausgeschlossen. Die Teilnehmenden müssen zudem ihren Wohnsitz in dem Kanton haben, in dem der Pilotversuch durchgeführt wird. Ihr Gesundheitszustand wird während der gesamten Studie überwacht.
Die Gültigkeit des in das Betäubungsmittelgesetz aufgenommenen Artikels zu den Pilotversuchen ist auf zehn Jahre beschränkt. Außerhalb der Pilotversuche gilt weiterhin in der ganzen Schweiz das allgemeine Verbot von Cannabis.
In Basel startete der Pilotversuch am 30. Januar 2023.
Am 30. April 2021 sprach sich die Gesundheitskommission des Nationalrates für eine Legalisierung von Cannabis aus. Bei der Gesetzgebung will sie auf die Pilotversuche mit der Cannabis-Abgabe aufbauen. Im Oktober 2021 sprach sich die zuständige Kommission des Ständerates dafür aus, dass für Anbau, Produktion, Handel und Konsum von Cannabis ein geregelter Markt geschaffen werden soll.
Der Berner Stadtrat möchte einen wissenschaftlichen Pilotversuch für den kontrollierten Verkauf von Kokain starten. Durch den kontrollierten Verkauf könnten Präventions- und Kontrollmöglichkeiten verbessert werden, befand die Ratsmehrheit im Juni 2023.

#### Tschechien
Am 30. Mai 2025 billigte das Abgeordnetenhaus des Parlaments der Tschechischen Republik mit den Stimmen von 142 der 159 anwesenden Abgeordneten einen Gesetzesvorschlag zur weitergehehenden Entkriminalisierung von Cannabis. Nach diesem Vorschlag soll künftig der Eigenanbau von maximal drei Cannabispflanzen sowie der Besitz von bis zu 100 Gramm Cannabis zu Hause und 25 Gramm außerhalb der eigenen Wohnung straffrei sein. Die Einführung eines regulierten Cannabismarktes (also des legalen Verkaufs) wurde jedoch abgelehnt.
Der Besitz kleinerer Drogenmengen, etwa bis zu 10 Gramm Marihuana, wurde schon vor längerer Zeit von der Straftat zur Ordnungswidrigkeit zurückgestuft.
Der Anti-Drogen-Koordinator der tschechischen Republik, Jindřich Vobořil, sprach sich im September 2023 für eine Legalisierung von Kokain aus.

#### Portugal
Seit dem Jahr 2001 gilt der begrenzte Besitz und Konsum von weichen und harten Drogen (z. B. Cannabis, Ecstasy, Heroin) in Portugal nur als Ordnungswidrigkeit. Dort sieht man die liberale Drogenpolitik als Erfolg an.

### Nord- und Südamerika
In Bolivien und Peru ist der indigenen Bevölkerung der Cocaanbau für traditionelle Verwendungszwecke – wie dem oralen Konsum der Blätter des Cocastrauches – gestattet, während die Herstellung, der Verkauf und der Konsum von aus der Pflanze extrahierter Reinsubstanz verboten sind.
Brasilien: Im Juni 2024 wurde der Besitz von Cannabis durch den obersten Gerichtshof des Landes entkriminalisiert. Künftig gilt der Besitz von bis zu 40 Gramm Cannabis und der Anbau von bis zu 6 Cannabispflanzen als Ordnungswidrigkeit und nicht mehr als Straftat. Cannabis bleibt in Brasilien weiterhin eine illegale Substanz, die nicht in der Öffentlichkeit konsumiert werden darf.
Kanada: 2018 wurde Cannabis in Kanada legalisiert. Seit 2023 ist in der kanadischen Provinz Alberta die Nutzung von Psilocybin, LSD, MDMA, Meskalin, Ketamin und DMT zu medizinischen Zwecken im Rahmen der Psychotherapie mit Psychedelika legal.
Mexiko: In Mexiko wurde 2021 durch das Verfassungsgericht durchgesetzt, dass man eine Erlaubnis zum Eigenanbau von Cannabis und zum Konsum außerhalb der Öffentlichkeit erhalten kann.
Uruguay: Im Jahr 2013 legalisierte Uruguay als weltweit erstes Land den Anbau und Verkauf von Marihuana. José Miguel Insulza (Generalsekretär der Organisation Amerikanischer Staaten (OAS) seit 2005; 1994–2005 Minister in Chile) begrüßte die uruguayische Initiative.
Vereinigte Staaten: Nach Volksabstimmungen legalisierten bis November 2023 24 US-Bundesstaaten der USA sowie der Bundesdistrikt Washington, D.C. den Anbau, Besitz und Konsum von Cannabisprodukten vollständig. In den meisten dieser Staaten ist auch der Verkauf legal. 2020 wurde in Oregon und 2022 in Colorado zudem durch Volksabstimmungen der zukünftige Einsatz von Psilocybin in einem therapeutischen Kontext ermöglicht (in Colorado gültig ab 2025). (Siehe hierzu Psychotherapie mit Psychedelika.)

### Asien
Israel: Die Regierung Israels kündigte im Juli 2021 die Legalisierung des Besitzes von bis zu 50 Gramm Cannabis zum Freizeitgebrauch an. Jedoch verfehlte der Gesetzentwurf knapp die Mehrheit in der Knesset.
Thailand: In Thailand wurde der Anbau und Besitz von Marihuana am 9. Juni 2022 entkriminalisiert. Das Rauchen von Marihuana der Öffentlichkeit wird jedoch immer noch als Belästigung angesehen und kann mit einer dreimonatigen Haftstrafe sowie einer Geldstrafe von umgerechnet rund 675 Euro geahndet werden. Nach Presseberichten eröffneten zahlreiche Läden, die Marihuana verkaufen. Der Verkauf an Personen unter 20 Jahren, Schwangere und stillende Mütter wurde untersagt.
Seit dem 26. Juni 2025 ist die Abgabe von Marihuana nur noch mit einer Verschreibung zulässig. Shops erhalten künftig die Möglichkeit, ihr Personal online durch traditionelle Thai-Medizin-Ausbilder zertifizieren zu lassen. Auch Apotheker und Zahnärzte dürfen Rezepte ausstellen – nicht nur voll ausgebildete Ärzte in Kliniken. Viele Verkaufsstellen planen daher, wie Apotheken direkt vor Ort Verschreibungen auszustellen. Der Anbau von Cannabis im eigenen Haushalt zur persönlichen Nutzung bleibt weiterhin erlaubt und rezeptfrei.

### Afrika
Südafrikas Verfassungsgericht hat 2018 den privaten Anbau von Cannabis sowie den Besitz und Konsum außerhalb der Öffentlichkeit für legal erklärt. Im Mai 2024 wurde die Verfassungsgerichtsentscheidung durch den Cannabis for Privat Purposes Act in geltendes Recht umgesetzt.

### Australien
Am 1. Februar 2020 hat das Australian Capital Territory Besitz und Anbau von Cannabis legalisiert. Der Besitz von 50 Gramm Cannabis sowie der Anbau von bis zu zwei Cannabispflanzen pro Person (max. vier Pflanzen in einem Haushalt) sind dort für Personen ab 18 Jahren nicht mehr strafbar.
In Australien können Psilocybin und MDMA seit Juli 2023 durch Psychiater mit einer speziellen Berechtigung verschrieben werden.